# Korkavand
Korkavand o Karkevand (farsi کرکوند) è una città dello shahrestān di Mobarakeh, circoscrizione Centrale, nella Provincia di Esfahan. Aveva, nel 2006, una popolazione di 7.002 abitanti. 